# منزل بوستي زادة
منزل بوستي زادة (بالفارسية: خانه پوستی‌زاده) هو منزل تاريخي يعود إلى عصر القاجاريون، ويقع في همدان.